# هانوی هانا

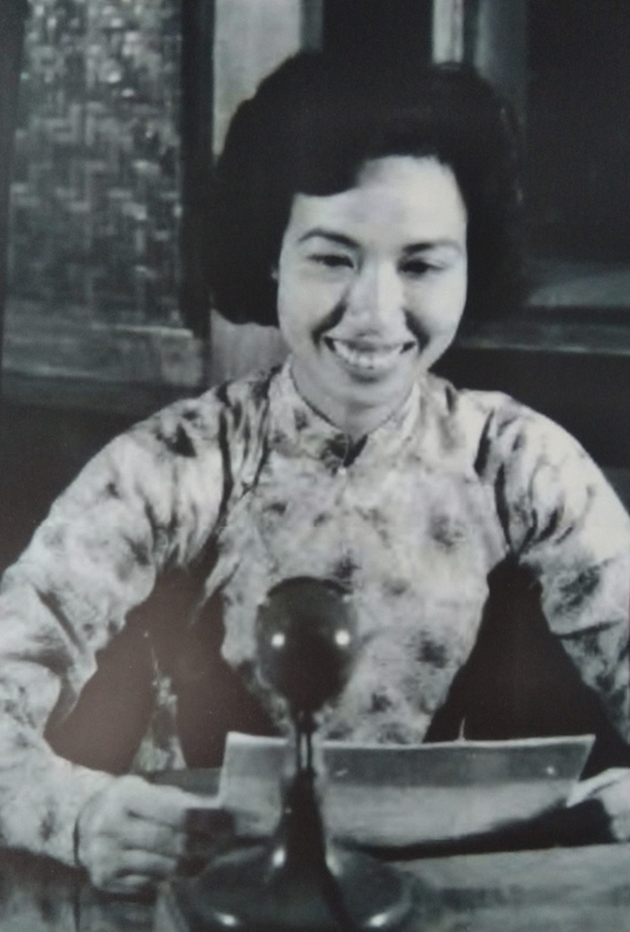
Hanoi Hannah

هانوی هانا (به انگلیسی: Hanoi Hannah) نام مستعاری بود که سربازان آمریکایی در جنگ ویتنام بر روی ترین تای نگو (زاده ۱۹۳۱ – درگذشته ۳۰ سپتامبر ۲۰۱۶) گذاشته بودند. او که برنامه‌گذار رادیوی موج کوتاه متعلق به ویت‌کُنگ‌ها بود، روزی ۳ بار در برنامه‌های روزانه نیم‌ساعته و با لحنی آرام و دوستانه و به زبان انگلیسی سلیس، سربازان آمریکایی را خطاب قرار می‌داد و با پخش موسیقی راک آمریکایی با مضامین ضدجنگ، و با خواندن نام و شهر سربازان آمریکایی کشته یا اسیرشده، سربازان آمریکایی را پند می‌داد که از خدمت سر باز بزنند و تا دیرنشده از پادگان‌هایشان فرار کنند. وی همچنین به تبلیغ ایده‌های کمونیستی و پروپاگاندای ویتنام شمالی می‌پرداخت.
گفته می‌شود که سربازان آمریکایی، به شکلی گسترده به برنامه‌های وی گوش می‌کردند و برنامه‌های وی تأثیر منفی بر روحیه‌شان داشت.
حالتون چطوره جی‌آی جوها؟ متأسفانه عمو سام شما را در سرزمینی که به آن تعلق ندادید، به حال خودتان رها کرده! دولت آمریکا خیلی وقت هست که سند مرگ شما را امضا کرده.
به فرماندهانتون اعتماد نکنید. اون‌ها به راحتی دروغ می‌گویند، خودتان هم می‌دانید که آمریکا برنده این جنگ نخواهد شد.— هانوی هانا، در یکی از برنامه‌های رادیویی‌اش، 